# إلكترون فولت
إلكترون فولت (ملاحظة 1) (رمزها eV) هي وحدة لقياس الطاقة. هي كمية طاقة الحركة التي يكتسبها الكترون وحيد غير مرتبط عند تسريعه بواسطة جهد كهربائي ساكن قيمته 1 فولت في الفراغ.
وطبقا لذلك التعريف بالإلكترون فولت حاصل ضرب 1 فولت في شحنة الإلكترون التي تقدر ب (كولوم 1e =1.6023×10−19).
أي أن:
فولت.كولوم 1eV =1.6023×10−19
وبما أن 1 فولت = 1 جول ÷ شحنة الإلكترون بالكولوم
نحصل على العلاقة بين الإلكترون فولت والجول، وهي :
جول 1eV =1.6023×10−19
ووحدة الطاقة بالجول كبيرة جدا بالنسبة لتطبيقها على الإلكترونات و في دراسة الذرة. لذا اخترع الفيزيائيون وحدة أصغر للطاقة لتسهيل الحسابات عند دراسة الذرة و نواة الذرة والجسيمات الأولية ،وكذلك في مجال فيزياء المواد الصلبة.
ويستعمل الفيزيائيون والكيميائيون في عملهم وحدة الإلكترون فولت eV ، وألف إلكترون فولت keV، ومليون إلكترون فولت MeV ، وهكذا (انظر أسفله).
(Tev) أو تيرا الكترون فولت = مليون مليون الكترون فولت

## جول
وفي الكيمياء نستعمل أحيانا الوزن الجزيئي (مول) للمواد لمعرفة كمية الطاقة التي نكتسبها من تفاعل معين بالجول. أو عندما نريد معرفة مقدار طاقة الحركة عندما يمر 1 مول من الإلكترونات عبر فرق جهد مقداره 1 فولت، وفي هذه الحالة نحصل على مقدار تلك الطاقة بالجول، وهي تساوي 96.48 كيلو جول / مول.
وعندما نتعامل مع تأين الذرات نجد أن وحدة الإلكترون فولت مناسبة. فذرة الهيدروجين تحتاج لتأينها إلى نحو 13.6 إلكترون فولت لكي تتأين.

## وحدة كتل ذرية (emu)
علمتنا النظرية النسبية الخاصة لأينشتاين والتي صاغها عام 1905 أن الكتلة مكافئة للطاقة، ولا يدخل في العلاقة بينهما سوى مربع سرعة الضوء في الفراغ c2. أي أن:
E = m c2
حيث:
- E = الطاقة بالجول ،
- m = الكتلة كيلوجرام ،
- c = سرعة الضوء في الفراغ = 3 . 8  10 متر/ثانية

لنأخذ الآن مثال فناءالإلكترون والبوزيترون عندما يلتقيا - وهي العملية المسماة إفناء إلكترون-بوزيترون -، فكل منهما له كتلة السكون مقدارها 0.511 مليون إلكترون فولت، فعندما يتحللا تنشأ طاقة قدرها مجموع مكافئ كتلتيهما، أي 1.022 MeV.
كذلك تقدر كتلة السكون للبروتون بـ 938 مليون إلكترون فولت. وهذه الطاقة تعادل :
= 1.783×10−27 كيلوجرام.
- عندما نريد حساب وحدة الكتلة الذرية فإننا نقسم 1 جرام على عدد أفوجادرو، وهذا يعطينا بالتقريب كتلة ذرة الهيدروجين . وهذه الأخرى تعادل تقريبا كتلة السكون للبروتون. أي أن وحدة الكتلة الذرية تساوي:

وحدة كتلة ذرية = 931 مليون إلكترون فولت.

## أمثلة للطاقة بالإلكترون فولت
- 200 مليون إلكترون فولت تُصدرها نواة اليورانيوم-235 عند انقسامها في التفاعل النووي

وهي تكافئ 8.2. 1310 جول / كيلوجرام، أو 20000 طن TNT لكل كيلوجرام.
- 17.6 مليون إلكترون فولت مقدار الطاقة الصادرة عن اندماج ذرة ديوتيريوم وذرة تريتيوم لتكوين ذرة هيليوم-4.
- 20 مليون إلكترون فولت مقدار الطاقة الناتجة عن اصطدام قطرة ماء مطر بالأرض.
- 13.6 إلكترون فولت الطاقة اللازمة لتأيّن ذرة الهيدروجين.
- 3/80 إلكترون فولت مقدار الطاقة الحركية لجزيئ الهواء عند درجة حرارة الغرفة.
- 7 ×1012 إلكترون فولت مقدار الطاقة المكتسبة للبروتونات في معجل الهادرونات الكبير Large Hadron Collider الذي يشيد الآن في سويسرا ويبدأ العمل في مايو 2009.

## العلاقة بين الإلكترون فولت والوحدات الأخرى للطاقة
لتحويل الإلكترون فولت إلى وحدة أخرى للطاقة نستعمل العلاقة الآتية:
{\displaystyle 1~\mathrm {eV} =1{,}602\cdot 10^{-19}~\mathrm {C\cdot V} =1{,}602\cdot 10^{-19}~\mathrm {A\cdot s\cdot V} =1{,}602\cdot 10^{-19}~\mathrm {W\cdot s} =1{,}602\cdot 10^{-19}~\mathrm {J} }
حيث:
كولوم C //، فولت V //، أمبير A //، ثانية W ،//s واط //، J جول.

## جيجا إلكترون فولت وتيرا إلكترون فولت
نواجه عند دراستنا للفيزياء جسيمات أولية تعد طاقتها بمقادير عظيمة جدا، تعد بالمليون إلكترون فولت  وأعلى من ذلك بكثير . لذلك يستعمل الفيزيائيون اختصارات في التعبير تسهل تصور تلك الطاقات العظيمة وتسهل عملياتهم الحسابية، وقد اختار الفيزيائيون مضاعفات للطاقة تكبر الواحدة عن الآخري بمقدار 1000 مرة، وهي :
- keV ، كيلو إلكترون فولت = ألف إلكترون فولت
- MeV ، ميغا إلكترون فولت = ألف ألف إلكترون فولت (تبلغ كتلة الإلكترون 0.51 مليون إلكترون فولت)
- GeV ، جيجا إلكترون فولت  = ألف مليون إلكترون فولت (تبلغ كتلة البروتون 0.94 جيجا إلكترون فولت )
- TeV ، تيرا إلكترون فولت  = مليون مليون إلكترون فولت.
- يعمل أكبر معجل للبروتونات، وهو مصادم الهدرونات الكبير على تسريع البروتونات بحيث تكتسب طاقة قدرها 7 تيرا إلكترون فولت . أي نحو 7000 جيجا إلكترون فولت . وهي طاقة يمكن أن ينشأ عنها نحو 7000 آلاف من البروتونات، حيث أن كتلة البروتون تبلغ 0.94 جيجا إلكترون فولت .

## هوامش
- ملاحظة 1 أسلوب كتابة آخر: إلكترون فُلط[8][9]

## اقرأ أيضا
- طاقة
- جول
- وحدة طاقة
- سوابق SI
- كواد (وحدة)